# Michel Fichant
 (septembre 2020).
Si vous disposez d'ouvrages ou d'articles de référence ou si vous connaissez des sites web de qualité traitant du thème abordé ici, merci de compléter l'article en donnant les références utiles à sa vérifiabilité et en les liant à la section « Notes et références ».
Michel Fichant (né le 28 octobre 1941 à Saint-Nazaire) est un philosophe, épistémologue et historien français de la philosophie, spécialiste de Leibniz et de Kant.

## Biographie
Assistant de Georges Canguilhem à la Faculté des lettres de Paris (1966), maître-assistant puis maître de conférences à l'université de Paris-I, puis professeur à l'université de Nanterre (1994).
Devenu en 1998 professeur d'histoire de la philosophie moderne à l'université de Paris-Sorbonne (succédant à Jean-Marie Beyssade), il y exerce diverses fonctions et dirige notamment de 2005 à 2010 l'UFR de philosophie et sociologie. Il a aussi codirigé (avec Jean-Luc Marion) le Centre d'Études cartésiennes de 1998 à 2012.
Ses enseignements et ses travaux portent sur l'histoire de la philosophie (métaphysique, logique, théorie de la connaissance) des XVIIe et XVIIIe siècles, principalement Leibniz et Kant.
Il a soutenu, lors de l’élection présidentielle de 2002, la candidature de Jean-Pierre Chevènement.
Il a présidé de 2001 à 2005 le Groupe d'experts pour les programmes scolaires de philosophie. Nommé à ce poste par le ministre Jack Lang, il a été confirmé dans ses fonctions en 2002 par Luc Ferry et en 2004 par François Fillon. Les programmes de philosophie  enseignés dans les classes terminales jusqu'à la réforme du lycée de 2020 sont issus de ces travaux.
Il a été en 2005 l'un des signataires de la pétition « La liberté de débattre », publiée par l'hebdomadaire Marianne à l’initiative de Paul Thibaud le 23 décembre 2005, dont l'objet était de dénoncer les « lois mémorielles » (Gayssot, Taubira, etc.)
En 2008, il s'implique fortement dans les élections internes à l'université de Paris-Sorbonne en vue du renouvellement des conseils et du président, en contribuant à la constitution de la liste d'union dont le succès permet l'élection de Georges Molinié (de gauche) contre le président sortant, Jean-Robert Pitte (de droite). Il préside ensuite le Comité stratégique de l'Université et est chargé de mission pour l'Université Paris-Sorbonne Abou Dabi, jusqu'à la fin du mandat de Georges Moliné en mars 2012.
Il est professeur émérite depuis 2010. De 2007 à 2016, il a été vice-président de la Leibniz-Gesellschaft (société internationale des études leibniziennes), dont il est maintenant membre d'honneur.
Il est président d'honneur de la Société d’études leibniziennes de langue française, fondée le 16 novembre 2013 à Paris, en Sorbonne.

## Publications
- L'Idée d'une histoire des sciences, dans Sur l'histoire des sciences (avec Michel Pêcheux), coll. « Théorie », Paris : Maspero, 1969
- G.W. Leibniz : De l’Horizon de la Doctrine humaine et Ἀποκατάστασις πάντων (La Restitution universelle), textes édités, traduits et annotés [suivis d’un essai : “Plus Ultra”]. Paris : Vrin, 1991
- Leibniz : La réforme de la dynamique. De Corporum concursu (1678), et autres textes inédits. Édition, présentation, traductions et commentaires. Paris : Vrin, 1994
- Science et métaphysique dans Descartes et Leibniz, coll. « Épiméthée », Paris : PUF, 1999
- L'Invention métaphysique, introduction à Leibniz, Discours de métaphysique suivi de Monadologie et autres textes, coll. « Folio », Paris : Éditions Gallimard, 2004, p. 7-140
- M. Fichant et J.-L. Marion (sous la direction de). Descartes en Kant, Paris : Presses Universitaires de France, 2006
- Louis Guillermit, Leçons sur la Critique de la raison pure de Kant, édition et présentation par Michel Fichant, coll. « Bibliothèque d’histoire de la philosophie », Paris : Vrin, 2008
- Michel Fichant et Sophie Roux (sous la direction de). Louis Couturat (1868-1914) - Mathématiques, Langage, Philosophie, Paris : Classiques Garnier, 2017
- Louis Couturat. Logique, Mathématiques, Langue universelle, Anthologie (1893-1917), présentation et édition par Michel Fichant. Edition électronique, Bibliothèque idéale des sciences sociales, ENS Editions[1]
- G.W. Leibniz, Dynamica de Potentia et Legibus Naturæ Corporeæ. Tentamen Scientiæ Novæ, Édition, présentation, traduction et annotation par A. Costa, M. Fichant et E. Pasini, 2 vol., Georg Olms Verlag, Hildesheim-Zürich-New York, 2023.
- De Leibniz à Kant, et retour, coll. « Épiméthée », Paris : PUF, 2025